# Slavětín (Písečné)
Slavětín (německy Zlabaten, Slawathen či Slawaten, v letech 1939–1945 Mittelfeld) je malá vesnice, část obce Písečné v okrese Jindřichův Hradec v Jihočeském kraji. Leží čtyři kilometry jihovýchodně od Slavonic v nadmořské výšce 499 metrů.
Leží v jihozápadním předpolí Mutenského hřbetu jižní části Brtnické vrchoviny. Obcí protéká jeden z přítoků Slavětínského potoka, který nad Modleticemi ústí zprava do Moravské Dyje. V roce 1843 žilo ve vsi 275 obyvatel ve 48 domech a 61 domácnostech. Slavětín býval až do odsunu německého obyvatelstva německou obcí s malou českou, do roku 1938 taktéž s malou židovskou menšinou a až do roku 1976 samostatnou obcí.
Za dosídlovacího období v letech 1945–1948 obec již nikdy nedosáhla původního počtu obyvatelstva. Tento už tak nízký osídlovací trend navíc zabrzdilo zřízení železné opony, v jejíž těsné blízkosti se Slavětín nacházel.

## Historie

### Název vsi a polní tratě
Polní tratě (Flurnamen): Aue, Stockmeissl, Steinacker (Steinäcker), Kohlstadt, Gemeindl, Grosser Luss, Lächeln, Sauermais, Kleiner Kirchluss, Grosser Kirchluss, Hangerberg (Hangenberg), Hintausluss, Hofacker, Gairingluss (Geiringluß), Holzluss, Tannholzberg, Scheiben, Gartel, Vogelthön, Langföhreyt (Langfährut), Bergacker, Brunnader, Winterluss, Schmalzberg, Wolfberg, Wolfluss, Lechel. Hojný počet polních tratí s německým základem -luss (také Lüss, Lose, Losi, Lose, Losy, lôsi, atd.) připomíná založení vsi podle německého práva, kdy byla půda mezi osadníky rozdělována losem. Lánová ves Slabathen / Slavětín je poprvé zmíněna v roce 1298 a byla pojmenována snad podle lokátora slovanského původu.
Rod vladyků ze Slavětic (Slavětína) měl v erbu mezi rohy písmeno „S“ a nepatřil, jak uvádí J. Pilnáček, k rodu Pilungů ze Sankt Gilgenberka. Roku 1350 se po vsi psal Štěpán a jeho otcovský strýc Pillung ze Slavětína, kteří tehdy utvořili vzájemně spolek na svém majetku. V roce 1364 se Štěpán spolčil se svým bratrem Filipem, přičemž Štěpán je uváděn i v roce 1366, kdy pečetil lenní slib Tomáše z Myslůvky pánům z Hradce. Štěpán Weisbeck ze Slavětic / Steffel Weysspek de Slawieticz, snad syn výše jmenovaného Štěpána, je s manželkou Radoslavou zmíněn v roce 1371. V roce 1381 vzal Štěpán W. Pavla z Ayzenreichu na spolek a v roce 1385 se spolčil s Henslinem z Baumgarten.

### První zmínky o tvrzi
V roce 1405 se z pramenů dozvídáme o majetkovém vypořádání mezi bratry Janem a Petrem z Nové Vsi (Neudorf, nyní Nové Sady) a jejich matkou Dorotou z Dochpachu / Dorothea von Dochpach (Dachbach). Bratrům Janovi a Petrovi zůstaly vsi Nová Ves a Krokvice. Otcem Jana a Petra byl pravděpodobně Petr z Nové Vsi, který s Hynkem z Cerekvice v roce 1390 zakoupil od Jindřicha z Hradce (Jindřich III. z Hradce) ves Krokvice s tvrzí a dvorem. Pelhřim / Pilgrim z Rataj, za kterého se Dorota z rakouského Dochpachu znovu provdala, získal po majetkovém vyrovnání Slavětín s tvrzí a matce zůstalo její zboží v Dochpachu. Následně se psal Pelhřim Rataj na Slavětíně. V erbu měl štít křížem rozdělený a nad helmou rohy. V roce 1407 Pelhřim Rataj na Slavětíně ručil Svichovi z Peče, slavonickému rychtáři, a jeho ženě Kateřině při prodeji jednoho lánu v Peči Hannsovi z Messenpachu a jeho manželce Dorotě.

### Rod Krokvicarů a Házlů

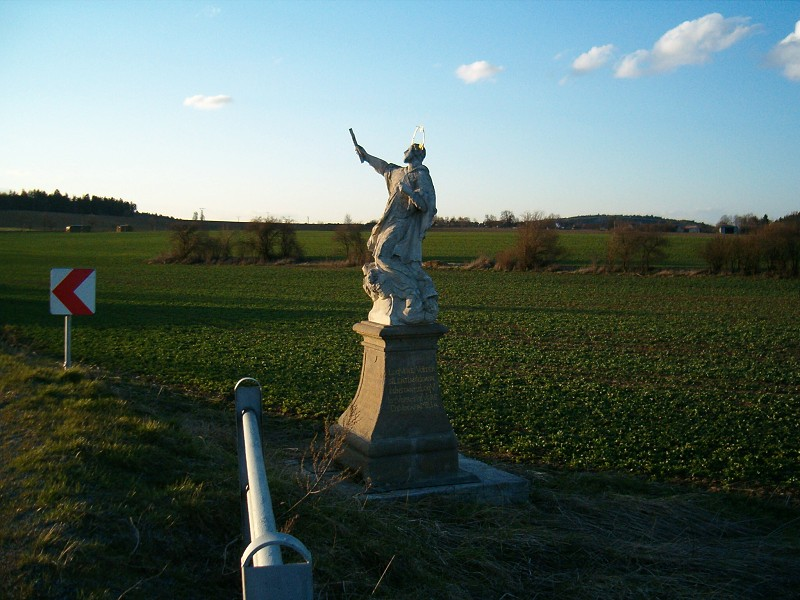
Socha svatého Jana Nepomuckého na mostě při silnici do Písečného

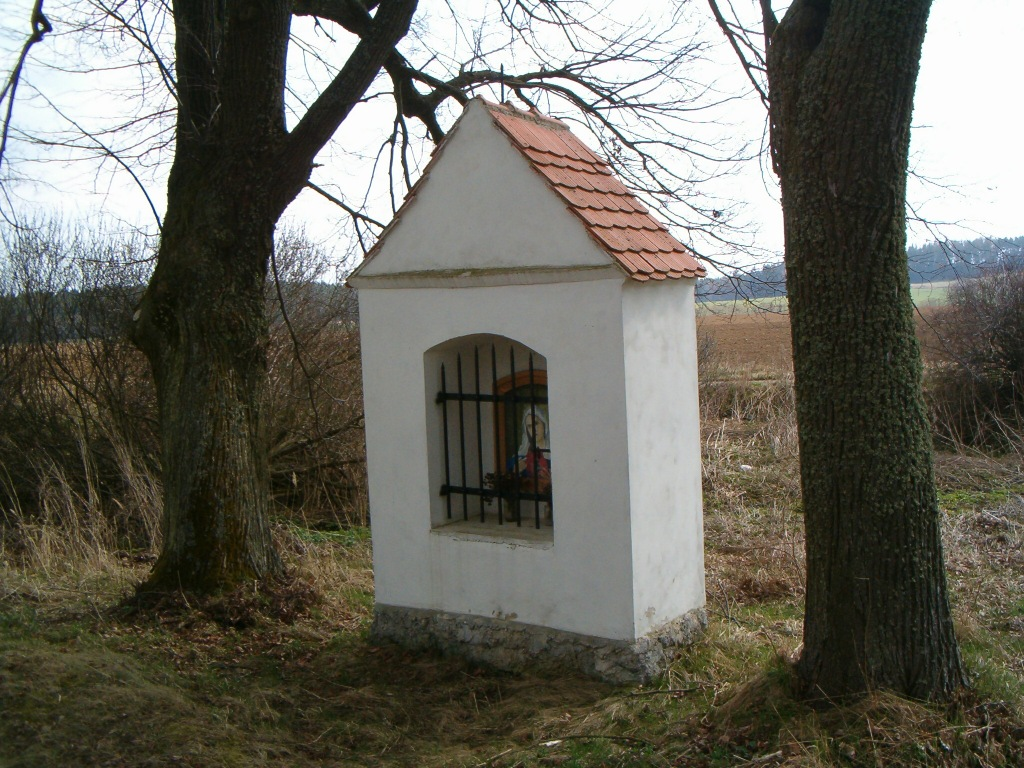
Kaplička při silnici ze Slavětína do Písečného

Zdejší rodová větev zřejmě vymřela po meči a Eliška ze Slavětína prodala v roce 1464 slavětínskou tvrz, dvůr a ves Slavětín a díl Svojkovic Marešovi a Janovi Házlovým z Nové Vsi. Rod Házlů seděl na tvrzi ve Slavětíně a snad i v Nové Vsi. Druhá větev rodu (Krokvicarové / Krokwitzer), která se psala podle vsi Krokvice, sídlila na tvrzi v Písečném. Obě rodové větve nosily v erbu ptáka krkavce či havrana, který držel v zobáku prsten. V roce 1493 pohnal Václav Házl / Wenzel Hasel, bratr Mareše, svého bratrance Volfa z Nové Vsi (Krokvicara) za neprávem držený Slavětín. V roce 1498 seděl na zdejší tvrzi Volf Házl s chotí Alžbětou z Kozího, v roce 1523 s druhou chotí Kateřinou z Lichtenburka. K slavětínskému zboží přikoupil ještě Bolíkov / Wölking. Po smrti otce držel ves Jan Házl. Ten v roce 1552 majetkovou državu rozšířil o Chvalkovice.
Janem Házlem zdejší rodová větev vymřela. Polovinu dědictví získala po svém strýci Anna Černohorská z Boskovic, která jej zapsala své tetě Anně Kořenské z Terešova (Korzensky von Tereschau) na Nové Vsi a druhou získal Volf Koňas z Vydří a na Bolíkově. Jeho otec Jindřich Koňas z Vydří měl za manželku Annu Krokvicer z Nové Vsi a Mikuláš Kořenský z Terešova na Slavětíně Anninu sestru. V roce 1578 se jmenuje manželka Volfa Koňase z Vydří Johanka Stráncová ze Stránec a v roce 1589 jeho druhá choť Markéta, rozená Hostokovská z Arklebic. Sezením byl Volf Koňas z Vydří a na Bolíkově též na Budči, Krasonicích a Bohuslavicích. Jan Kořenský mladší z Terešova a na Slavětíně, dědic po Anně Kořenské, zapsal své choti Sáře Žejdlic z Schönfeldu (Žejdlic ze Šenfeldu) v roce 1580 věno na polovici vsi, tvrzi a dvoře ve Slavětíně, na pusté vsi Krokvicích a pěti lidech v Maříži.
V roce 1600 svůj díl odprodal Hanuši Ludvíkovi Krokvicarovi, který rodové panství nakonec sjednotil s Písečnou. V roce 1605 držel Hanuš Ludvík na rakouské straně Kirchberg a psal se „Hanß Ludwig Krokwiezar auf Pyseczny (Pießling) und Slawietin” (Slawaten, Sablaten) a někdy v počeštěné formě „Hons Ludwik Krokwiezer z Naive Wsy, na Pyseeznym a Slawesinie”. Jeho chotí byla Anna Zahrádecká ze Zahrádek. Za účast na stavovském povstání měl být nejprve popraven, leč císař mu trest smrti prominul a byl potrestán ztrátou majetku. Z vězení byl propuštěn pod podmínku, že se nevzdálí z Moravy, na předvolání se dostaví a nebude provádět písemnou korespondenci. Zboží v Písečné a Slavětíně mu bylo odhadnuto na 30 000 zlatých. Na majetku ale vázl dluh 13 000 zlatých a byl zatížen věnem manželky Anny Zahrádecké 5 000 zlatých a dědictvím jeho syna Zikmunda / Sigmunda Krokvicara 7 000 zlatých.
Také jeho syn Zikmund, který se účastnil povstání byl uvězněn, později propuštěn a potrestán ztrátou čtvrtiny svého majetku, k pokutě 2 000 zlatých a 7 000 zlatých bylo převedeno hraběti Jiřímu Březnickému, hraběti z Náchoda a Lichtenburka na Myslibořice, které podle protokolu po jeho smrti měly obdržet jeho dcery. Jeho otec Hanuš Ludvík Krokvicer je uváděn se svou ženou Annou v roce 1631 jako exulant na Skalici v Uhersku. V roce 1626 byl slavětínský majetek odprodán Hanibalovi ze Schaumburgu, jehož synové postoupili zboží Slavětín a Písečné v roce 1635 Euchariovi Horstovi z Beranova / Eucharius Horst von Baranow, později také auf Pießling und Slawaten. Po jeho smrti držela panství ovdovělá Kateřina / Katharina, znovu provdaná za Georga Wilhelma von Motschlitz, který panství odprodal v roce 1696 Donátu Heisslerovi, hraběti z Heitersheimu. V roce 1733 se dostalo zboží, sestávající z Písečné, Slavětína a Nových Sadů do rukou svobodného pána Antona von Hartig a v roce 1769 Johann Heinrich von Nimptsch vše odprodal Vinciguerovi Tomasu hraběti Collalto.
Písečné se Slavětínem tak sdílelo nadále dějinné události collaltovského panství. Ředitelství velkostatku v Brtnici nabídlo statek Písečné se Slavětínem od 1. dubna 1866 k pronájmu, dále pak na další období od 1. dubna 1875. Definování obecních pravomocí přinesl provizorní obecní zákon ze dne 17. března 1849, jehož základní zásady se pak objevily i v říšském obecním zákonu (Reichsgemeindegesetz) z 5. března 1862. V úřadu starosty obce jsou zmíněni Franz Grun (1902), p. Strobl (1906), Josef Baumann. Slavětín ležel na staré poštovní trati z Vídně do Prahy, která na jihozápadní Moravě vedla z Vratěnína do Slavonic a v 19. století se stala okresní silnicí II. třídy. V letech 1895–1896 vybudoval silniční výbor v Jemnici silniční spojení mezi Slavětínem a dolnorakouskou vsí Rappolz. Od Moravského zemského výboru obdržel Slavětín v roce 1900 půjčku 7 000 zlatých a v roce 1901 2 000 zlatých. Po zřízení vlastní školy v obci působili podpůrní členové Německého školského spolku / Deutscher Schulverein.

### Správní členění
V roce 1854 byla Morava rozdělena do krajů a okresů. Slavětín spadal společně s obcemi Staré Hobzí, Bačkovice, Báňovice, Budkov, Dančovice, Dešná, Lhotice, Vratěnín, Panenská, Kdousov, Kostníky, Lubnice, Jemnice, Jiratice, Mladoňovice, Louka, Loukovice, Lomy, Lovčovice, Markéta, Menhartice, Modletice, Mešovice, Nové Hobzí, Nové Sady, Oponešice, Pavlovice, Písečné, Plačovice, Podolí, Police, Chvaletín, Radotice, Rancířov, Hluboká, Třebelovice, Třebětice, Uherčice, Vnorovice, Václavov, Bělčovice, Ostojkovice, Županovice pod kraj Znojmo, okres Jemnice.
V roce 1850 byl zřízen v Dačicích Podkrajský úřad (okresní hejtmanství) a v Jemnici Okresní soud. V letech 1850–1855 spadala obec pod soudní okres Jemnice a Podkrajský úřad v Dačicích (společně se soudními okresy Dačice a Telč). Po zřízení smíšených úřadů s politickou a soudní pravomocí se stala Jemnice v letech 1855–1868 sídlem okresního úřadu, kam správně Slavětín náležel až do roku 1868. V roce 1868 byla veřejná zpráva a soudnictví odděleny, Jemnice (a tedy i obec Slavětín) připadla zpět pod politickou pravomoc Okresního hejtmanství v Dačicích, ale v Jemnici zůstal Okresní soud a byl zde nově zřízen berní úřad. V letech 1896–1911 obec správně přináležela novému Okresní hejtmanství v Moravských Budějovicích, jehož působnost byla rozšířena na soudní okres Jemnice.
V roce 1908 zřídilo c. k. ministerstvo spravedlnosti na základě § 2. zákona ze dne 11. června 1868, ř. z. č. 59 v obvodu krajského soudu v Jihlavě pro obce Holešice, Hostkovice, Laskovec (Vlastkovec), Lidéřovice, Lipolec, Maříž, Matějovec s Růženou, Mutnou, Peč, Chvalice (Qualitzen, Chvaletín), Dolní Radíkov, Rudolec (Český Rudolec), Cizkrajov, Stálkov, Stoječín, Bolíkov s Novou Vsí, Norovice (Vnorovice), Mutišov a Slavonice soudního okresu Dačice, Staré Hobzí, Margaretu, Modlavu (Modletice), Novosady, Písečné (obec křesaťnská a židovská), Slavětín a Václavov soudního okresu Jemnice okresní soud s úředním sídlem ve Slavonicích.
Na základě Nejvyššího rozhodnutí ze dne 26. dubna 1908 byl ve Slavonicích na základě nařízení c. k. ministerstva spravedlnosti ze dne 29. dubna 1908 (viz výše) zřízen berní a soudní depositní úřad. Oba tyto úřady započaly svou činnost zároveň s okresním soudem dnem 1. května 1911. Obce z berního okresu dačického (Hostkovice. Holešice, Laskovec, Lidéřovice, Lipolec, Maříž, Matějovec s Růženou, Mutná, Peč, Chvaletín, Dolní Radíkov, Rudolec, Cizkrajov, Stálkov, Stojčín, Bolíkov s Novou Vsí, Norovice, Mutišov a Slavonice) a z berního okresu jemnického (Staré Hobzí, Margareta, Modlava, Novosady, Písečná, Slavětín a Václavov) tak byly od května přiděleny soudnímu a bernímu úřadu slavonickému, kam Slavětín náležel až do rozpadu Rakouska-Uherska.

### Poštovní úřad
Poštovní sběrnu v Jemnici zřídila c. k. vrchní dvorská poštovní správa 1. ledna 1840. V roce 1848 byl zaveden poštovní úřad ve Slavonicích s povozní poštou do dolnorakouského Waidhofenu, Dačic a Vratěnína. Pěší poštovní pochůzka mezi Písečným a Slavonicemi vstoupila v platnost od 1. ledna 1870. Poštovní obvod Písečné sestával z Písečného, Krokovic (statek a myslivna), Margarety (Marketa), Modlavy (Modletice), Nového Hobzí, Starého Hobzí, Nových Sadů, Chvalkovic, Červeného mlýna (Rothmühle), Bělčovic. V roce 1871 byla zavedena jednodenní povozní pošta mezi c. k. poštovními úřady v Písečném a Vratěnínem, zároveň dosavadní povozní pošta mezi poštovním úřadem v Písečném a poštovním úřadem v Jemnici upravena na pěší poštovní pochůzku. Od 1. března 1892 zavedlo c. k. ředitelství pošt a telegrafů na Moravě a Slezsku u c. k. poštovního a telegrafního úřadu ve Slavonicích venkovského poštovního doručovatele pro obvod: Slavětín, Chvaletín, Mutišov, Vlastkovec, Rubašov a Maříž.
Poštovní doručovatel vycházel ze Slavonic v 7 hodin ráno, ve Slavětíně byl 8:15 h, ve Chvaletíně v 9:00 h, v Mutišově v 10:00 h, v Rubašově v 10:55 h, ve Vlastkovci v 11:30 h. Ve 12:15 h následoval návrat do Slavonic a odpoledne ve 14:15 h odchod ze Slavonic do Maříže. Z Maříže se poštovní doručovatel vracel v 15:30 h a poštovní obchůzku ukončoval na poštovním úřadě ve Slavonicích v 16:15 h. Až na Rubašov se nacházely ve všech obcích poštovní schránky. Kromě běžné pošty obstarával venkovský pošťák také poštovní ceniny (úspory, platby, složenky). Pošťák měl povoleno si za vyřizování soukromých služeb účtovat přiměřenou provizi. Od 1. srpna 1907 byl poštovní obvod rozšířen na dva rajony: 1. Slavětín, Chvaletín, Mutná, Mutišov a Rubašov, 2. Fratres, Maříž, Léštnice, hájovna v Maříži a Kadolec. Poštovní sběrna v obci Fratres byla tímto zrušena. Venkovský pošťák vykonával pochůzku každý den mimo neděle.

### Farnost a škola
Farnost Slavonice spadala (od roku 1789) pod děkanát v Dačicích. Slavonická fara spravovala vsi Laskovec s kaplí a školou, Maříž s kaplí a školou, Chvalice (Chvaletín) se školou, Slavětín, Stálkov se školou a osadu Rubašov. V roce 1804 obdržel Chvaletín a Stálkov novou školní budovu. Slavětín jako jediný ležel v kraji Znojmo, ostatní v kraji Jihlava. Do Chvaletína byly od roku 1784 přiškoleny obce Slavětín a Václavov. V roce 1898 vyhověl zemský moravský výbor obecní žádosti o zřízení vlastní školní budovy. Nejprve jako chvaletínské expozitury a v roce 1899 z důvodu různého správního začlenění obou obcí (Chvaletín ve školním okrese Dačice, Slavětín ve školním okrese Moravské Budějovice) povolil zemský moravský výbor Slavětínu vyškolení z dačického školního okresu a zrušil chvaletínskou expozituru. Školní vyučování ve vlastní obecní jednotřídní škole s německým vyučovacím jazykem započalo 1. září roku 1900. Prvním učitelem byl až do roku 1924 Leopold Lehner, kterého pak vystřídal Franz Frank. Na stavbu školy přispěl Deutscher Schulverein částkou 2 000 korun a hrabě Collalto částkou 500 korun.

## Židovská komunita
Židovské obyvatelstvo Slavětína a Nových Sadů bylo součástí židovské náboženské obce v Písečném, kde fungovala také až do roku 1902 židovská škola. Od roku 1849 byla Židům zaručena právní rovnost, v roce 1852 mohli nabývat domovního majetku a od roku 1859 také vlastnit půdu, což sebou přineslo podnikání židovského obyvatelstva. Ústava z roku 1867 zaručovala židovskému obyvatelstvu všeobecnou občanskou rovnost. V roce 1888 bylo ve Slavětíně evidováno 12 obyvatel židovského vyznání. Židovští obchodníci obchodovali hlavně s galanterním a manufakturním zbožím, obilím, vínem, uhlím a hadry, zabývali se výrobou a prodejem lihu, likérů, octa, ale také zasílatelstvím a komisním obchodem. Ve Slavětíně je v první polovině 19. století doložen židovský poplatek za palírnu. Johann Spitz ze Slavětína se oženil s Rosa Hermann († 23. července 1899), s kterou počal syny Jakoba, Maxe, Hermanna, Josefa, Karla, Adolfa a nejmladšího Aloise.

### Octárna
Obchodní společnost na výrobu octa „Emanuel & Johann Spitz” se sídlem ve Slavětíně byla u c. k. krajské hospodářské komory ve Znojmě zapsána dne 29. října 1888. Společníky firmy se stali Emanuel Spitz, nájemce dvora v Gilgenbergu, v soudním okrese Dobesberg v Dolním Rakousku, a jednatel firmy Johann Spitz, majitel hospodářství ve Slavětíně. Dne 23. srpna 1893 došlo k výmazu společné firmy a k zapsání firmy „Johann Spitz”, který se stal jejím jediným majitelem. K další změně došlo z důvodu dědictví po Johannu Spitzovi, kdy byla firma 15. dubna 1911 převedena na Hermanna Spitze a Jakoba Spitze, majitele hospodářství ve Slavětíně. Jednateli firmy se stali oba společníci. Kvůli dluhu 15 000 korun povolil 31. července 1913 c. k. okresní soud ve Slavonicích Centrální bance německých Spořitelen uvalit na firmu „Hermann & Jakob Spitz” vnucenou správu. Vnuceným správcem firmy byl určen Hugo Pollatschek, nájemce velkostatku v Praze, Václavské náměstí č. 47. Zároveň c. k. okresní soud ve Slavonicích vyhlásil 17. července 1913 veřejnou dražbu na pronájem slavětínského hostince čp. 40 (i s koncesí).

### Družstevní lihovar
Dne 20. srpna 1904 byla u c. k. krajského soudu ve Znojmě zapsána do rejstříku společenstev firma „Landwirtschaftliche Brennerei in Slawathen, registrierte Genossenschaft mit beschränkter Haftung” / Zemědělský lihovar ve Slavětíně, registrované družstvo s omezeným ručením. Družstvo mělo své sídlo ve Slavětíně a podle schválených stanov vzniklo za účelem společného provozování pálení kořalky a lepšího zužitkování hospodářských produktů svých členů. Družstvo vyrábělo z hospodářských produktů členů společenstva kořalku, prodávalo ji a zužitkovávalo odpadky, které při výrobě kořalky vznikly. Podíl jednotlivých členů družstva činil 200 korun. Do představenstva družstva byli zvoleni: 1. přednosta družstva Johann Spitz, rolník ve Slavětíně, 2. náměstek přednosty Hermann Spitz, rolník ve Slavětíně, 3. člen představenstva Max Spitz, rolník v Mutné. V roce 1911 byl zvolen přednostou družstva Hermann Spitz, hospodář ve Slavětíně, náměstkem přednosty Jakob Spitz, hospodář ve Slavětíně a členem představenstva Max Spitz, rolník v Mutné.
Na žádost Centrální banky německých spořitelen v Praze, zastoupené Dr. Ludwíkem Kriegem, obhájcem v Praze, Lazarova ulice čp. 4, byl majetek dotčených osob: Hermanna Spitze, hospodáře, toho času bytem ve Vídni, Negerlegasse čp. 8, Josefa Spitze, hospodáře, Jakoba Spitze, hospodáře ve Slavětíně a Maxe Spitze, hospodáře v Mutné, nacházející se ve Slavětíně (domek čp. 42, lihovar s pozemky, celý lán čp. 12, čp. 28, čp. 9, ½lán čp. 6, ¾lán čp. 19, k tomu pole, lesy, louky a pozemky), Chvaletíně (pozemky), Mutné (¾lán čp. 27, pozemky, louky, pole) Cizkrajově (mlýn s pozemky), Holešicích (½lán čp. 24), Václavově (pole a louky), Novém Hobzí (mlýn čp. 2), Písečném (pozemky a pole) a Slavonicích (dům čp. 87), dále pak příslušenství sestávající z 16 krav, 5 povozů, 2 nákladních saní, 2 párů koní, 1 secího stroje, 1 secího stroje na jetel, 2 válců, 1 vyorávač brambor, 1 žacího stroje, 4 žebříků na povozy, 1 řetězu na vozy, 1 řetězu na led, 1 bedny na šrot a oves, 5 vidlí na hnůj, dne 19. ledna 1915 u c. k. okresního soudu ve Slavonicích veřejně vydražen. Na základě valné hromady ze dne 28. prosince 1917 byla firma „Landwirtschaftliche Brennerei in Slawathen, registrierte Genossenschaft mit beschränkter Haftung" 27. března 1918 vymazána z registru a jejími likvidátory určeni Hermann Spitz, toho času obchodník ve Vídni, Negerlegasse čp. 6, a Jakob Spitz, hospodář ve Slavětíně. Likvidace firmy trvala až do roku 1920.

## Československá republika
V první světové válce padlo 6 zdejších mužů. Ve čtvrtek 31. října 1918 se vyslovili ve Slavonicích zástupci německých obcí dačického politického okresu a soudního okresu Jemnice pro příslušnost k státnímu útvaru „Deutsch-Österreich“. V neděli 3. listopadu 1918 se shromáždili říšští a zemští poslanci německé jižní Moravy ke krajskému shromáždění ve Znojmě a dohodli se na vytvoření provincie Německá jižní Morava (německy Deutschsüdmähren), kam spadaly také německé obce z okresu Moravské Budějovice. Po vojenském zásahu byly tyto obce připojeny k československému státu.
Ve vsi působil od roku 1922 Deutscher Turnverband, který si v roce 1923 postavil tělocvičnu a v roce 1930 ji stavebně rozšířil. Ves byla kvůli první světové válce a později vzniku nové československé republiky elektrifikována až v roce 1932. Už před válkou se ale německé obce jihozápadní Moravy staly členy akciové společnosti „Podyjské závody” / Thayawerke (1910). Ing. Ferdinand Schmidt se švýcarským společníkem Ing. Heinrich Friedländerem založili „Jihomoravskou elektrickou společnost s obmezeným ručením” / Südmährische Elektrizitätsgesellschaft mit beschränkter Haftung se sídlem ve Znojmě. Rakouská úvěrová společnost na dodávání elektřiny (OELAG) za Rakouska-Uherska založila „Rosické elektrárny“, které po válce koupil Zemský výbor moravský a založil novou společnost „Západomoravské elektrárny“ (ZME Brno), na jejichž síť byla ves po dostavění Vranovské přehrady v roce 1932 připojena.

### Pohraniční pásmo
Ještě před schválením úmluvy o vedení rakousko-československé hranice mezi republikou Československou a republikou Rakouskou vydalo na základě rozhodnutí Zemského finančního úřadu finanční ředitelství v Jihlavě 29. února 1920 pokyny pro usnadnění užšího pohraničního styku do hloubky pěti km od státní hranice pro obyvatele pohraničních obcí. Úmluva mezi republikou Československou a republikou Rakouskou o vedení rakousko-československé hranice byla přijata v Praze 10. března 1921. Mimo celního úřadu ve Slavonicích čsl. stát dobudoval ještě celnici v Písečném. Dohoda o malém pohraničním styku mezi Československem a Rakouskem z roku 1929 rozšířila pohraniční pásmo do hloubky 15 km.

### Pozemková reforma
Fideikomis Písečné a Slavětín s velkostatkem a dvěma lesními revíry (slavětinský a krokvický) zdědil Emanuel Collalto a po něm Manfred Eduard Collalto. Na velkostatku se chovalo 1 051 ovcí, 7 koní a 51 kusů hovězího dobytka. K fideikomisu patřily tři hospodářské dvory (Písečné, Krokvice, Slavětín), mlýn s pilou (tzv. „Rothmühle” v pronájmu Franz Hladowetz) a panský lihovar (Kärtoffel-Spiritusbrennerei) v Písečném, provozovaný ve vlastní režii. Ke dvorům náleželo 283,27 ha polí, 49,88 ha luk, 1,15 ha zahrad, 26,92 ha pastvin, 269,1 ha lesa, 1,53 ha rybníků, 2,43 ha stavební plochy a 4,86 ha neplodné půdy (celkem 639,23 ha).
Po zahájení pozemkové reformy na uherčickém velkostatku došlo v roce 1924 ke zrušení fideikomisu. Kromě rozsáhlých lesních pozemků při hranici (160 hektarů) a dvorů v Písečném, Slavětíně a Krokvicích (638 hektarů půdy, z toho 335 hektarů zemědělské půdy) byl hraběti Manfredovi Eduardovi Collaltovi zkonfiskován také lihovar v Písečném, který Státní pozemkový úřad přidělil nově vzniklému českému lihovarskému družstvu. Zbytkový statek ve Slavětíně (90 hektarů) pozemkový úřad nejprve pronajímal a nakonec odprodal předsedovi slavětínské odbočky Národní jednoty. V záboru zůstal od roku 1926 také dvůr v Krokvicích (110 hektarů) a u dvora v Písečném si stát ponechal 12 ha půdy.
Pronájem státního dvora Slavětín. Generální ředitelství státních lesů a statků Praha-Bubeneč, Bubenečská tř. 470, pronajímá dvůr Slavětín, stanice dráhy Slavonice, od státního velkostatku Uherčice na Moravě ve výměře ca 93 ha na dobu 12 let, počínaje 1. říjnem 1923. Pachtovní podmínky vyloženy jsou u státní lesní správy v Uherčicích u Jemnice a u generálního ředitelství státních lesů a statků v Praze-Bubenči, Bubenečská tř. 470. Nabídky v zapečetěných obálkách s udáním výše nabízeného ročního nájemného, vyjádřeného v hodnotě jistého množství pšenice na každý ha, průkazem dostatečného kapitálu a průkazem o složení vadia u Ústřední státní pokladny v Praze III. ve výši nejméně 10% nabízeného ročního nájemného, podány buďtež u podatelny ministerstva zeměděltví, Praha II., Jungmannova třída, opatřené nápisem »Pronájem dvora Slavětín« do 30. června 1923 do 12. hodiny polední. V nabídkách buď výslovně uvedeno, že uchazeč zná nájemní podmínky a že se jim bezvýjimečně podrobuje. Generální ředitelství státních lesů a statků není při zadávání nájmu vázáno výší nabídky.
Venkov, 03.06.1923, s. 15

### Příliv českého obyvatelstva
Podle sčítání obyvatelstva v roce 1921 žilo ve vsi 279 obyvatel, z toho 202 Němců, 52 Čechů, 25 jiné národnosti (z toho 7 Židů), v roce 1930 251 obyvatel, z toho 189 Němců, 50 Čechů a 12 jiné národnosti (z toho 3 Židé). Příliv českého obyvatelstva nastal už po zřízení mezistátní hranice (vojsko, pohraniční stráž, četnictvo) a zejména po ukončení pozemkové reformy. České obyvatelstvo v obci tvořili příslušníci finanční pohraniční stráže, 2 chalupníci, lesní dělníci (Správa státních lesů a statků v Uherčicích, Českém Rudolci a Janově) a zemědělští dělníci, zaměstnaní na statku (120 hektarů) s lihovarem v majetku Aloise Spitze a druhém statku (původně v majetku hraběte Collalta), který byl nejprve v roce 1923 po konfiskaci pronajat českému nájemci a později odprodán jako zbytkový statek (p. Navrátil). Místní odbor Národní jednoty pro jihozápadní Moravu vznikl pro zdejší hraničáře v roce 1924 v Písečném a v roce 1926 také ve Slavětíně.
Dne 1. května t. r. uspořádala Národní Jednota ve Slavětíně májovou slavnost v dorozumění a za pomoci okolních N. J. Svou účastí překvapilo Staré Město se dvěma žebřinovými, krásně ozdobenými vozy, naplněnými krojovou družinou, poté Národní Jednota ze Starého Hobzí s vlastní hudbou, devíti žebřinovými, bohatě ověnčenými vozy, které vezly menšináře místní Národní Jednoty a zaměstnance státních dvorů: Veselíčka, Janova, N. Hobzí a Hejnic, dále z Cizkrajova, ze Slavětína a Starého Města, kde protektor slavnosti p. ministr m. s. a poslanec strany Republikánské František Staněk, dále předseda Nár. Jednoty slavonické pan farář Válka a mnoho jiných významných jedinců českých, připojili se k mohutnému průvodu. Po vztyčení národní vlajky, při státních hymnách, zahájil předseda slavětínské Nár. Jedn. pan nájemce státního dvora, Navrátil, významnou slavnost.
Venkov, orgán České strany agrární, 7. května 1926, s. 6

### Doprava
Už od ledna roku 1935 se počítalo s odkloněním autobusové a automobilové dopravy z původního příhraničního tahu Vranov - Šafov - Frejštýn (nyní Podhradí nad Dyjí) - Uherčice - Vratěnín - Písečné - Slavonice na nově budovanou silnici kolem Vranovské přehrady. Od května 1936 začaly autobusy ČSAD jezdit na lince Znojmo - Štítary - Nový Bítov, z Bítova pak pokračovaly přes přehradní mosty do Vysočan, Korolup, Lubnice, Dešné, Písečného a Slavonic. Nejbližší železniční stanice se nacházela ve Slavonicích (na trati Kostelec u Jihlavy – Slavonice) a v Jemnici (na trati Jemnice - Moravské Budějovice).

### Budování opevnění
V roce 1936 započalo Zemské vojenské velitelství Brno na úseku III. sboru československé armády pod velením div. gen. Antonína Hasala se stavbou opevnění na jižní Moravě. Obranné pásmo se táhlo od osady Kadolec v blízkosti Slavonic až po řeku Kyjovku na východě, kde se v prostoru Jemnice, Znojma, Hrušovan nad Jevišovkou, Mikulova a Břeclavi započalo s výstavbou 178 pevnůstek lehkého opevnění vzoru 36. V průběhu dubna roku 1937 se rozběhly práce na nové obranné linii Slavonice - Písečné - Vratěnín - Vranov - Šatov - Strachotice - Hevlín - Novosedly - Mikulov - Hlohovec - Břeclav z lehkých objektů (LO) vzoru 37, nazývaných řopíky. Obec Slavětín ležela před opevněnou linií, která se táhla za vsí ve směru od Slavonic a pokračovala na Chvaletín, Janov, Nové Hobzí, Modletice, Nové Sady a znovu se přibližovala ke státní hranici u Písečné.

## Třetí říše
Po odstoupení pohraničí Německé říši příslušela ves až do 9. května 1945 pod říšskou župa Dolní Podunají. Krajské vedení se nacházelo (Kreislandrat) ve Waidhofenu an der Thaya, soud, pošta a matrika ve Slavonicích. V roce 1939 byla ves kvůli svému slovanskému názvu přejmenována na „Mittelfeld” (podle své polohy uprostřed polí). V obci se nacházel hostinec, škola, kovář, krejčí a pekař. Podle sčítání obyvatelstva roce 1939 a v roce 1942 zde žilo 228 obyvatel (z toho 111 mužů) v 64 domácnostech. V obci se nacházela místní organizace NSDAP, spadající pod 23. okres Waidhofen a. d. T. Za druhé světové války padlo 5 zdejších mužů. K vyhnání 212 německých obyvatel došlo pod velením plukovníka Vladimíra Hobzy, který byl Ministerstvem národní obrany (MNO) pověřen v jihočeském a jihomoravském pohraničí „čistkou Němců”.

## Československá socialistická republika
Po ukončení druhé světové války zřídila obec v budově školy českou národní školu, kterou navštěvovaly až do odsunu i děti německého obyvatelstva. Vládním usnesením o rušení malotřídních škol, schváleným ÚV KSČ, byla Základní devítiletá škola (ZDŠ) ve Slavětíně v roce 1977 zrušena, žáci nadále dojížděli do ZDŠ ve Slavonicích.
Od května 1945 náležela obec pod Okresní národní výbor v Dačicích a v jeho rámci od roku 1949 pod nově vzniklý Jihlavský kraj. Toto začlenění trvalo do poloviny roku 1960, kdy po územní reorganizaci byl Slavětín s moravským Slavonickem přidělen pod správní okres Jindřichův Hradec a Jihočeský kraj.
V dubnu roku 1950 se obec dostala do nově zřízeného „Hraničního pásma” (HP), které bylo označeno výstražnými cedulemi „POZOR Hraniční pásmo! Vstup jen na povolení!” Od setmění do svítání se místní obyvatelstvo nemohlo volně pohybovat. Tzv. „nespolehlivé osoby” byly z obce vystěhovány. Až do výstavby areálu roty využívala PS místní objekty na jih od obecní komunikace, které byly po devastaci strženy. V blízkosti hranice musely být odstraněny orientační a turistické cedule či značky, rozcestníky, ukazatele směru a vzdálenosti. Cesty a silnice k státní hranici PS zahradila závorou a značkou „Zákaz vjezdu všech vozidel.“ V pásmu se nemohlo fotit ani filmovat.
Bez souhlasu PS obec nemohla činit jakékoliv úpravy v krajině, územní rozvoj byl zaražen. Návštěvníci HP potřebovali zvláštní propustku vydávanou příslušnými odděleními Veřejné bezpečnosti (VB). Po odsunu nespolehlivého obyvatelstva bylo v obci v roce 1956 založeno JZD Slavětín, které využívalo areál bývalého panského dvorce a jako JZD Slavětín fungovalo až do roku 1963.

### Železná opona
Z rozkazu velitele Pohraniční stráže z 30. prosince 1950 došlo na úseku moravské státní hranice s Rakouskem ke zřízení znojemského oddílu (od 15. ledna 1952 4. brigáda PS Znojmo) se 4 prapory (Jemnice, Znojmo, Hrušovany nad Jevišovkou a Břeclav). V letech 1951–1955 se ve Slavětíně nacházela četa PS podřízená 1. rotě PS Slavonice. Četě velel štábní kapitán Krištof. Po odchodu sovětské armády z dosud okupovaného rakouského území přibyla od 1. července 1955 rota ve Slavětíně (1. rota Slavonice, 2. rota Slavětín, 3. rota Písečné, 4. rota Rancířov, 5. rota Uherčice), která spadala až do 15. listopadu 1978 pod 4. brigádu PS Znojmo, po reorganizaci pod 15. brigádu PS České Budějovice a 3. prapor PS Nová Bystřice, kde byla vedena až do zrušení jako 19. rota PS - Slavětín. Rotě PS Slavětín velel pplk. Bohumír Cyprián, po něm mjr. Josef Baklík, mjr. Ladislav Stružka (po 14 dnech převelen na 4. brigádu do Znojma. V letech 1970–1978 velel rotě mjr. Bohumil Koupil, po něm převzal velení por. Jiří Juga, pplk. Dušan Dlužanský a posledním velitelem byl jmenován mjr. Jiří Hájek.
S budováním ženijně-technické obrany (ŽTO) státní hranice započaly roty PS už v roce 1951. Takto zbudovaná ŽTO s elektrifikovaným drátěným zátarasem se stala po roce 1965 (ukončení elektrifikace zátarasů) základem pro modifikovanou železnou oponu doplněnou výstavbou signálních stěn (tzv. signálka, zkratka SiS), které byly posunuty více do vnitrozemí a vedly po vnitřní hranici zakázaného pásma.
Signální stěna na úseku 19. roty Slavětín (střeženo 5 540 metrů) začínala na křižovatce u Modletic, kde navazovala na úsek 20. roty PS Písečné. Od křižovatky směrem na Slavětín kopírovala levou stranu silnice 2. třídy 409. Na Václavovském kopci nad bývalou pískovnou stávala pozorovatelna (nyní posed). Před křižovatkou k Václavovu se po levé straně v „signálce” nacházela vrata k propouštění. Za mostkem přes potok se signálka odpojovala od silnice a z jižní strany obcházela ves. U areálu JZD (bývalý slavětínský dvorec) stála na křižovatce cest pozorovatelna s okopem proti vjezdu dopravních prostředků a směrem ke státní hranici další vrata ve stěně, která sloužila k propuštění do Krokovického lesa.
Za poslední zatáčkou následovala po pravé straně příjezdová cesta a vrata do areálu roty PS (v 80. letech 70 příslušníků PS). Nedaleko budovou školy se signálka znovu stočila k silnici, kterou z levé strany kopírovala až k úseku samoty „U Pajdalů”, kde byla další propouštěcí vrata ve stěně, piket (odloučené strážní stanoviště zapuštěné v zemi) a kovová pozorovatelna. Zde se napojoval úsek střežení 18. roty PS Slavonice. Těsně pod vrcholem Šibeničního vrchu (604 metrů) byla umístěna pozorovací hláska PVOS (Protivzdušné obrany státu), která spadala pod 61. radiotechnický prapor Sokolnice (VÚ 5948) a rotu 5948/C Krnčice (Mor. Budějovice).

## Obyvatelstvo
| Rok            | 1869 | 1880 | 1890 | 1900 | 1910 | 1921 | 1930 | 1950 | 1961 | 1970 | 1980 | 1991 | 2001 | 2011 | 2021 |
| -------------- | ---- | ---- | ---- | ---- | ---- | ---- | ---- | ---- | ---- | ---- | ---- | ---- | ---- | ---- | ---- |
| Počet obyvatel | 251  | 263  | 244  | 323  | 311  | 279  | 251  | 194  | 168  | 161  | 111  | 81   | 63   | 64   | 56   |
| Počet domů     | 49   | 49   | 49   | 49   | 49   | 50   | 53   | 50   | 35   | 35   | 32   | 35   | 36   | 40   | 42   |

## Obecní správa
Při sčítání lidu v letech 1850–1975 Slavětín byl samostatnou obcí, se kterým patřil nejprve do okresu Dačice, ale v roce 1900 v okrese Moravské Budějovice, posléze v letech 1910–1950 opět v okrese Dačice a od roku 1960 v okrese Jindřichův Hradec. Od 1. ledna 1976 je částí obce Písečné v okrese Jindřichův Hradec.

## Turistický ruch
- Cyklotrasa Greenway Železná opona, trasa Slavonice - Vranov nad Dyjí - Šatov podél státní hranice, která využívá stávající asfaltové komunikace podél bývalé signální stěny.[76]
- Cyklostezka Thayarunde, trasa Slavonice - Raabs an der Thaya.[77]

## Pamětihodnosti
- Socha svatého Jana Nepomuckého na mostě při silnici do Písečného z roku 1735
- Obec je uvedena na Fabriciově mapě Moravy z roku 1575 a Komenského mapě Moravy z roku 1627
- V domě čp. 62 jsou zbytky tvrze ze 16. století (je zde zachován sklep).
- Výklenková kaple z první poloviny 19. století

## Osobnosti
- Dr. phil. Holzmann Michael (* 21. června 1860 ve Slavětíně, † 20. října 1930 ve Vídni), rakouský knihovník a lexikograf, studoval germanistiku a historii na univerzitách ve Vídni, Berlíně a Lemberku (Lvov). Studium ukončil v roce 1888 v Berlíně prací: „Ludwig Börne. Sein Leben und sein Wirken nach Quellen dargestellt”. V roce 1891 se stal knihovníkem Univerzitní knihovny ve Vídni, kde působil až do roku 1922. V roce 1930 založil časopis Zeitschrift für die Geschichte der Juden in der Tschechoslowakei / Časopis pro dějiny Židů v Československu. Společně s Dr. Hannsem Bohattou vydal v roce 1899 „Adressbuch der Bibliotheken der Oesterreich-ungarischen Monarchie”, v roce 1906 „Deutsches Anonymen-Lexikon Deutsches Pseudonymen-Lexikon”.[78]